# Pseudophryne coriacea
Espèce
Statut de conservation UICN

 LC  : Préoccupation mineure
Pseudophryne coriacea est une espèce d'amphibiens de la famille des Myobatrachidae.

## Répartition

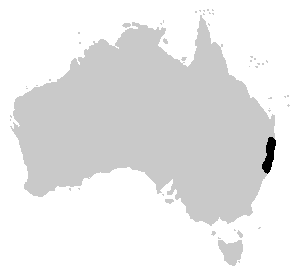
Répartition

Cette espèce est endémique de l'Est de l'Australie. Elle se rencontre entre 20 et 1 000 m d'altitude dans le sud-est du Queensland et dans le nord-est de la Nouvelle-Galles du Sud,.

## Description

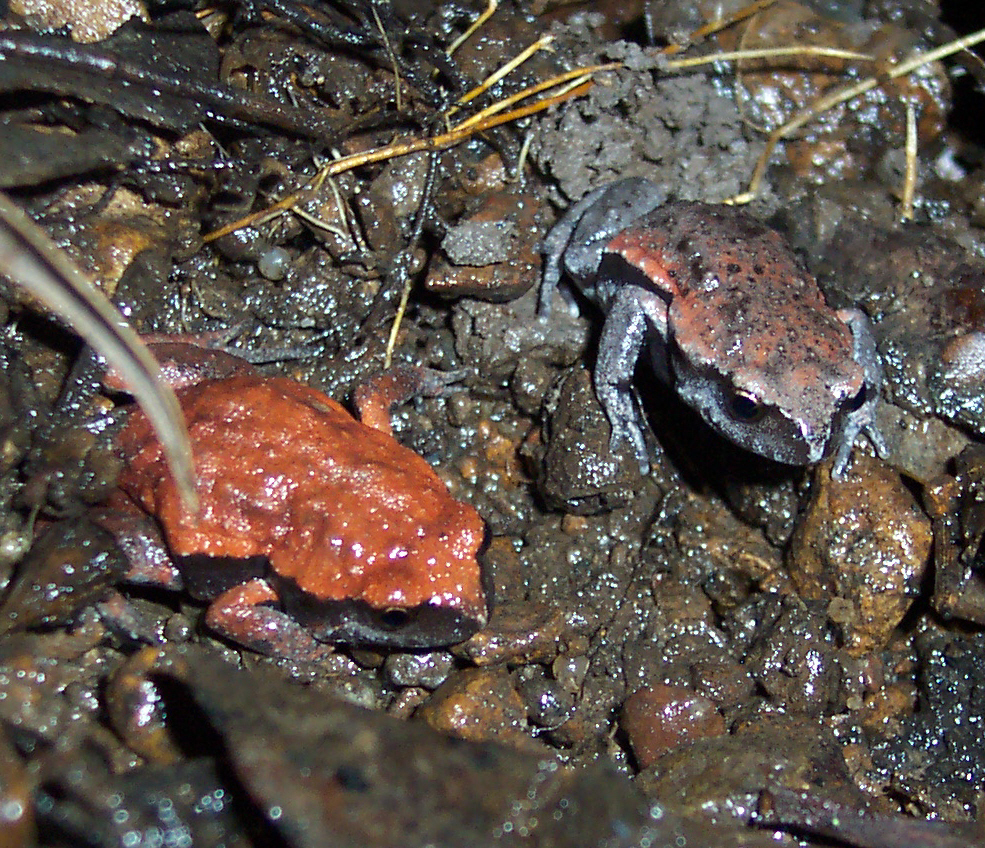
Pseudophryne coriacea, coloration normale à gauche, individu gris rougeâtre à droite (livrée moins fréquente).

Pseudophryne coriacea mesure jusqu'à 35 mm. Son dos varie du rouge-orangé ou brun-rouge mais certains individus présentent une coloration gris rougeâtre (voir photo ci-contre). Son ventre est blanc. Une bande sombre sépare le dos du ventre. Les aisselles présentent une tache blanche.

## Publication originale
- Keferstein, 1868 : Über die Batrachier Australiens. Archiv für Naturgeschichte, vol. 34, no 1, p. 253-290 (texte intégral).